# Кларк, Александр Фёдорович
Александр Фёдорович Кларк (1890—1941) — советский учёный, специалист в области психологии труда, организатор профконсультационной службы в СССР.

## Биография
Представитель рода Кларков переехавшего в Российскую империю в XVIII веке. Родной брат его прадеда, Феликса (Филиппа) Егоровича Кларка (1787—1866), учредителя торгового дома «Кларк, Морган и К°» в Архангельске — инженер-литейщик Матвей Егорович Кларк.   Деду Александра Федоровича — Александру Филипповичу (Феликсовичу) Кларку, принадлежал дом на Английской набережной, 38. С 1913 года Кларки контролировали оптовую торговлю нефтью на бирже и в петербургском торговом порту. После Октябрьской революции семейное предприятие национализировали.
В 1916 году А.Ф.Кларк окончил физико-математический факультет Петроградского университета. Был учеником В. М. Бехтерева. С 1917 по 1918 год преподавал на кафедре физиологии физико-математического факультета. Затем работал учёным секретарем Института мозга, занимался исследованием диагностики сценического дарования и особенностей творческого труда. 
Вместе с братом, Иваном Федоровичем, преподавателем института гражданских инженеров, и матерью Анной Яковлевной, которая стала давать уроки английского, он переезжает в дом на углу Офицерской улицы (ныне улица Декабристов) и Английского проспекта, известный как «Дом-сказка».
В 1919 году в этом доме А.Ф.Кларк открыл балетную школу, которая просуществовала до начала войны.  В этой школе занимался будущий драматический артист Н. К. Черкасов, а аккомпаниатором в школе работал Е.А.Мравинский.
С 1924 года работал в Ленинградском детском институте Психоневрологической академии. Создал там отдел психотехники и профориентации, где проводились обследования школьников выявления их общей одарённости и специальных способностей. В 1927 году создал первое в стране Бюро профконсультации Наркомтруда СССР. В 1930-х годах Кларк руководил Центральной профконсультационной лаборатории РСФСР при Ленинградском институте организации, экономики и охраны труда. Проводил там исследования в области профотбора и профориентации. Кларк стал инициатором создания сети бюро профконсультации при биржах труда во многих крупных городах страны.
Александр Кларк погиб в блокадном Ленинграде в конце 1941–начале 1942 года.

## Семья
- Дед — Александр Феликсович Кларк (1821—1905), британский подданный и коммерц-советник, совладелец фирмы «Кларк и К°», экспортирующей лес и хлеб. Бабушка — Софья Исааковна Кларк (урожд. Утина; 1831—1907), её братья: Борис Утин — юрист, Лев Утин — нотариус, Яков Утин — предприниматель, Николай Утин — революционер, Евгений Утин — адвокат.
- Отец — Федор Александрович Кларк.  Дядя — Александр Александрович Кларк (род. 1854), уехал в Англию после смерти своего отца.
- Сын — Александр, уехал в США в 1992 году.
- Внук — Александр Кларк, CEO TSUNAMI WORLD в США[9]

## Сочинения
- Кларк А. Ф. Вопросы профконсультации и профотбора : [Сборник] Изд. Ленингр. бюро профес. консультации Н. К. труда при Институте по изучению мозга им. В. М. Бехтерева. — Л., 1928.
- Кларк А. Ф. Профессиональная консультация и профессиональный отбор : (Методы работы по профконсультации и практика её при органах НКТруда и школах). — М.-Л., 1930.